# グラゴル・ミサ
グラゴル・ミサ（チェコ語: Glagolská mše / Mša glagolskaja、ラテン語: Missa Glagolitica）は、レオシュ・ヤナーチェクの合唱曲で、教会スラヴ語の典礼文に曲付けされた、独唱者と合唱、管弦楽のための作品である。だが、下記のように宗教的な意図のためではなく、民族主義の発揚や顕彰が目論まれた特殊な作品であり、性格的にも厳粛というより劇的で情熱的である（ちなみにヴァーツラフ・ピンカヴァなども同種の作品を創作している）。1927年12月5日にブルノで初演が行われた。
「グラゴル」という言葉は、スラヴ人が使った最古の文字である「グラゴル文字」を指しており、（ヤナーチェクがどうやら信じていたようには、）奉神礼で使われていた聖句を指しているのではない。ヤナーチェクは汎スラヴ主義の強力な支持者であり、このミサ曲はスラヴ文化のための奉祝音楽であると見なされてきた。この作品は一方で、ヤナーチェクにとって至上の愛人であったカミラ・ストスロヴァーへの愛情に結び付いていることは、驚くにはあたらない。
ヤナーチェクは合唱に携わった経験が豊富で合唱曲の作曲も多いが、グラゴル・ミサはその中でも最もすぐれた作品である。金管主体の華々しいファンファーレによる初楽章・終楽章に、美しい響きと軽快なリズムの独唱・合唱部がはさまれた構造になっており、終楽章のイントラーダの前には劇的なオルガンソロによる独創性あふれる無窮動が導入される。ヤナーチェクのグラゴル・ミサは20世紀の傑作の一つであり、現在でも頻繁に演奏や録音が行われている。
次の8つの楽章からなる。
1. 入祭文 Úvod
2. キリエ Gospodi pomiluj
3. グローリア Slava
4. クレド Vĕruju
5. サンクトゥス Svet
6. アニュス・デイ Agneče Božij
7. オルガン独奏（後奏曲） Varhany sólo
8. イントラーダ Intrada

以上が演奏用の「標準版」であると今日では認められているものの、自筆譜研究からは、ヤナーチェクがイントラーダ楽章を冒頭にも置いて演奏し、それによってクレド楽章を軸としてシンメトリーが出来上がるように目論んでいたことが浮かび上がってきた。しかも、その他の部分では、拍や管弦楽法の簡素化が図られたことも明らかにされている。
例えば、原典版のÚvod の記譜上の拍子は以下となっている。
- 5/8拍子（木管楽器・トロンボーン・チューバ・ハープ）
- 7/8拍子（弦楽器：記譜は5/8だが書かれている音符は7連符がほとんど）
- 3/4拍子（ホルン・トランペット・ティンパニ）

上記3群が同時進行する形で終始（70～72小節目のみ5/8、3/4で統一）書かれており、同じ小節にある音符の長さの合計が違うにもかかわらず小節単位では同じ速さなので、1小節＝1拍として数えないと合奏をすることができないが、これは標準版では3/4拍子に統一され、四分音符でリズムを取ることが可能になっている。
Gospodi pomiluj は原典版では5/4拍子で書かれている。（標準版はリズムを変えて4/4になっている）
その他、Intrada においてはトランペットに通常見られるより高い音域での音符（E♭6：上三点ホ）が見られる、Vĕrujuでは追加の小節があるなどの違いがある。
自筆から起こされた原典版スコアはUniversal EditionよりUE34298として2012年に出版されている。